# Melinda septentrionis
Melinda septentrionis este o specie de muște din genul Melinda, familia Calliphoridae, descrisă de Xue în anul 1983. Conform Catalogue of Life specia Melinda septentrionis nu are subspecii cunoscute.